# Andravída-Kyllíni
Le dème d'Andravida-Kyllini (en grec moderne : Δήμος Ανδραβίδας - Κυλλήνης / Dhímos Andravídas-Kyllínis) est un dème, une municipalité de la périphérie de Grèce-Occidentale, dans le district régional d'Élide, en Grèce. 

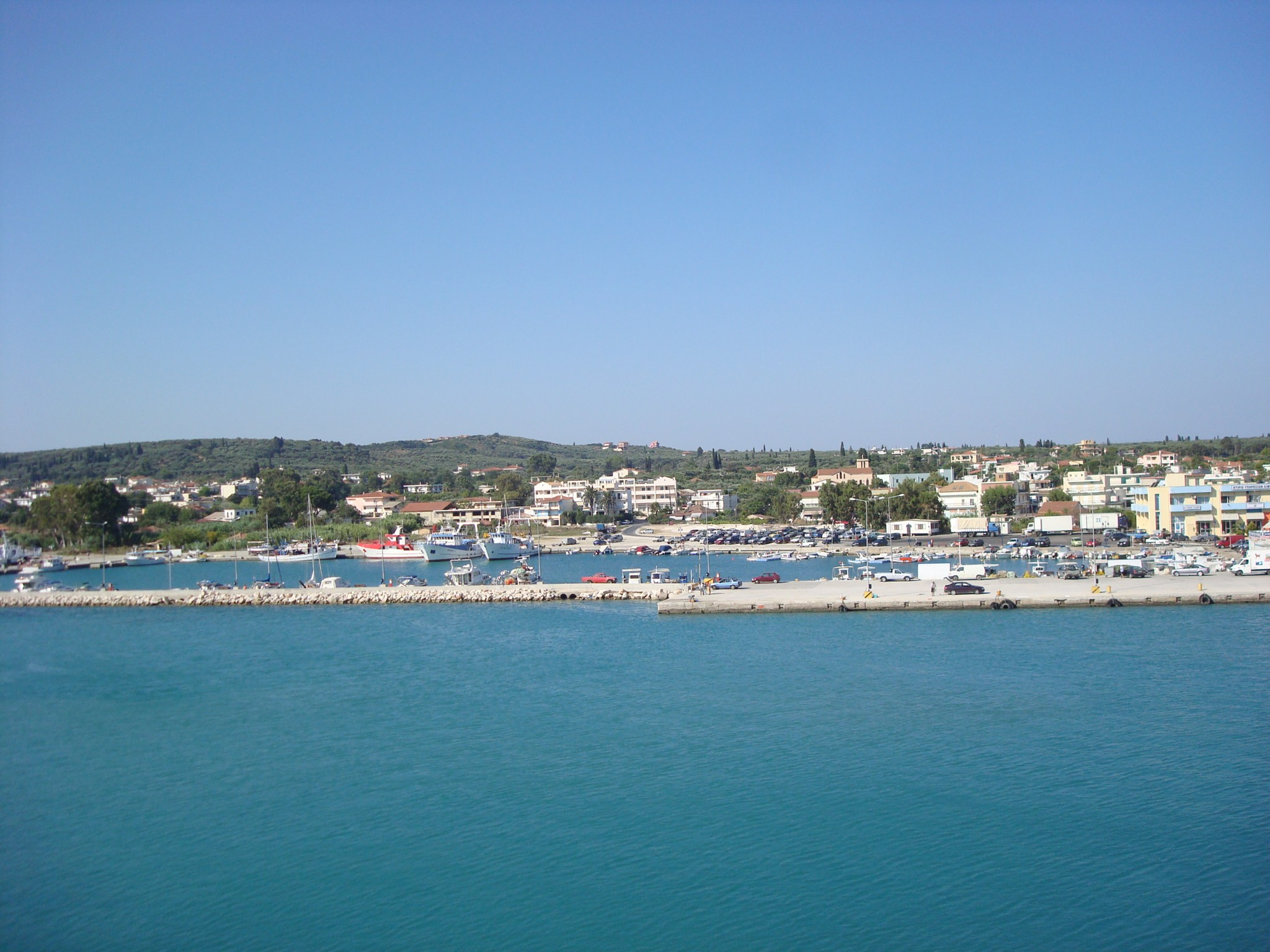
Le port de Kyllini

Il a été créé en 2010 dans le cadre du programme Kapodistrias par la fusion des anciens dèmes d'Andravida, Vouprasía, Kástro-Kyllíni et Lechená, devenus des districts municipaux.
Selon le recensement de 2011, la population du dème compte 21 581 habitants.
Son siège est la localité de Lechená.